# Ahse bei Dinker
Koordinaten: 51° 38′ 25″ N, 7° 57′ 49″ O

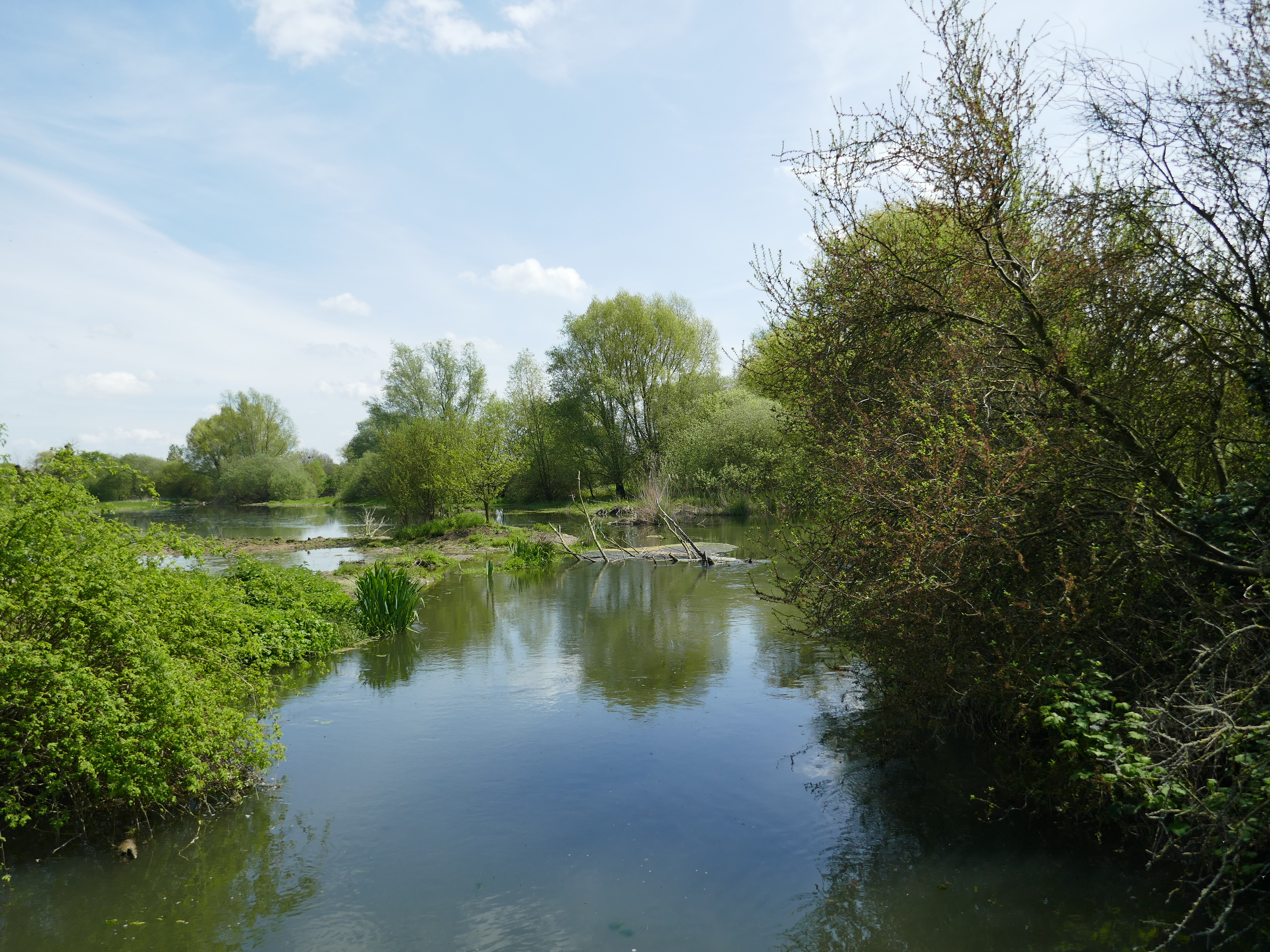
Ahse bei Dinker

Das Naturschutzgebiet Ahse bei Dinker liegt auf dem Gebiet der Gemeinde Welver im Kreis Soest in Nordrhein-Westfalen.
Das aus zwei Teilflächen bestehende Gebiet erstreckt sich nördlich des Kernortes Welver und südlich von Dinker, einem Ortsteil der Gemeinde Welver, entlang der Ahse. Nördlich des Gebietes verläuft die Landesstraße L 670 und durch den westlichen Teil die L 667. Westlich verläuft die A 2.

## Bedeutung
Das etwa 193,0 ha große Gebiet wurde im Jahr 2013 unter der Schlüsselnummer SO-094 unter Naturschutz gestellt. Schutzziele sind der Erhalt und die Optimierung „einer grünlandreichen Niederung mit teilweise stark mäandrierendem Fließgewässerverlauf in der ansonsten weitgehend strukturarmen und intensiv ackerbaulich genutzten Hellwegbörde“.